# نیکی ماروین
نیکی ماروین (انگلیسی: Niki Marvin) یک تهیه‌کننده فیلم است که از دهه ۱۹۸۰ فعال است.